# Plasmodiophora brassicae
Espèce
Plasmodiophora brassicae est une espèce de champignons protozoaires myxomycètes. Ce parasite intracellulaire est responsable de la hernie du chou, il induit des excroissances appelées galles ou « clubs »,. Ce parasite est transmis par le sol et s’attaque aux racines et hypocotyles des végétaux, , il entraîne des symptômes aériens comme un retard de croissance, un jaunissement ou encore une sénescence prématurée. Il limite également l’absorption d’eau et de nutriments par la plante. Cela a pour conséquence une perte des rendements de 10 à 15%. 

## Cycle de vie
Plasmodiophora brassicae possède un cycle de vie complexe.
- Les spores du parasite se trouvent en dormance dans le sol, ils peuvent survivre dans cet état pendant 15 ans.
- Lorsque les spores germent, ils relâchent des zoospores haploïdes qui vont infecter les racines blessées de la plante.
- Après division cellulaire, des zoospores diploïdes sont relâchées dans le sol et vont pénétrer les tissus corticaux. Tandis que des zoospores haploïdes sont relâchées dans les sols pour infecter de nouvelles plantes.

## Pathogénie chez le végétal
L’infection va causer l’hyperplasie de la plante, une augmentation anormale du nombre de cellules dans les tissus, ce qui peut alors entraîner l'hypertrophie des organes de la plante. 
Pour éviter l’infection, les agriculteurs tendent à cultiver des brassicaceae résistants aux parasites afin de contrôler la maladie,.